# Sauveterre-la-Lémance
Sauveterre-la-Lémance település Franciaországban, Lot-et-Garonne megyében. Lakosainak száma 569 fő (2022. január 1.). Sauveterre-la-Lémance Lavaur, Loubejac, Montcabrier, Saint-Martin-le-Redon, Blanquefort-sur-Briolance és Saint-Front-sur-Lémance községekkel határos. A település a középső kőkorszakban virágzó sauveterre-i kultúra névadója.

## Népesség
A település népessége az elmúlt években az alábbi módon változott:
| Lakosok száma | 873  | 743  | 685  | 603  | 552  | 528  | 537  | 576  | 576  | 569  |
|               | 1968 | 1982 | 1990 | 2006 | 2013 | 2015 | 2017 | 2019 | 2020 | 2022 |